# Last Song for D
|  | Denne artikel er oprettet af botten Steenthbot ud fra en ekstern database. Den kan derfor have sproglige fejl eller mangler. Denne skabelon kan fjernes efter kontrol af indholdet. |

Last Song for D er en dansk eksperimentalfilm fra 1997 instrueret af Jan Krogsgård.